# Chlaenius festivus
Chlaenius festivus es una especie de escarabajo de la familia Carabidae.

## Distribución geográfica
Se distribuye por el paleártico: Europa, el Magreb y la mitad occidental de Asia.